# Il pleut de l’or
Il pleut de l’or – singiel szwajcarskiego piosenkarza Michaela von der Heide’a napisany przez samego artystę we współpracy z Pelem Loriano, Heike Kospachem i André Grüterem i wydany jako singiel 23 kwietnia 2010 roku.
W 2010 roku utwór reprezentował Szwajcarię w 55. Konkursie Piosenki Eurowizji organizowanym w Oslo. 27 maja został zaprezentowany przez piosenkarza w drugim półfinale widowiska i zajął w nim ostatecznie ostatnie, siedemnaste miejsce z dwoma punktami na koncie, przez co nie awansował do finału.
Oprócz francuskojęzycznej wersji singla, piosenkarz nagrał utwór także w języku angielskim („It’s Raining Gold”) i niemieckim („Es regnet Gold”).

## Lista utworów
CD single
1. „Il pleut de l’or” – 2:59
2. „It’s Raining Gold” – 2:59
3. „Es regnet Gold” – 2:59
4. „Il pleut de l’or” [Full Of Grace Mix] – 3:41

## Notowania na listach przebojów
| Kraj       | Lista (2010)   | Miejsce |
| ---------- | -------------- | ------- |
| Szwajcaria | Singles Top 75 | 65      |